# Jamais avant le coucher du soleil
Jamais avant le coucher du soleil (titre original : Ennen päivänlaskua ei voi), paru en 2000, est le premier roman de Johanna Sinisalo. Le thème du roman est les relations de pouvoir entre humains. Le livre a remporté le prix Finlandia dans l'année de sa publication, et elle était la première œuvre fantasy ou science-fiction à avoir reçu ce prix. Grâce à la popularité de l’œuvre, deux nouvelles éditions sont parues la même année. Elle a aussi remporté le prix international James Tiptree Jr.. En mai 2006, les droits cinématographiques du roman ont été vendus. Le film va être réalisé par Carter Smith, un metteur en scène américain.

## Intrigue
Ange trouve un petit enfant troll dans le dépôt des ordures de l'immeuble où il habite. Il s'est pris à ses émotions et apporte la créature à son appartement. Ange décide que le troll va rester chez lui – mais « jusqu’à ce qu'il puisse se débrouiller dans la nature » –  il a pourtant senti un attrait étrange envers le troll dès le début. « Je n’ai jamais rien vu d’aussi beau. Je sais tout de suite que je le veux. ». Le troll commence à prendre une partie de plus en plus grande dans la vie d'Ange. À la fin, tous les personnages du roman ont eu leur part du charme mystérieux du troll. Quand il a apporté le troll dans sa maison, Ange a apporté un morceau de la nuit et de la nature sauvage dans le monde moderne, et rien ne va être comme avant.

## Personnages

### Ange
Ange, ou Mikael Kalervo Hartikainen, est le personnage principal du roman. C’est un homosexuel de 33 ans, photographe publicitaire et retoucheur d’images à succès qui travaille comme freelance. 
Grâce à sa belle apparence, il est connu sous le nom « Ange » ; il a des cheveux très blonds et bouclés, et de grands yeux bleus. Sinon, il est dit de lui qu’il est pâle, sportif et mesure 182 cm. On décrit Mikael comme quelqu’un d’aimable, émotionnel et gentil mais qui en même temps a ce côté un peu calculateur ; il est prêt à tout donner et même à utiliser les gens pour obtenir ce qu’il veut ou bien ce dont il croit avoir besoin. Très souvent, il fait son égoïste et ne s’intéresse pas tellement à l’effet que cela peut avoir sur les autres. Pourtant, il est facile à aimer. Mikael a vécu plusieurs relations intimes dont on apprend le plus sur celle avec son ex, Jori Hämäläinen, vétérinaire, sur son amour désespéré d’un hétérosexuel Martti, et enfin sur la relation entre Mikael et Ecke.
Mikael habite un appartement cher à décoration choisie à côté de la station de bus Pyynikintori.

### Martes
Martes, ou Martti, est un homme hétéro grand et beau. Il est costaud, a les cheveux bruns et porte des lunettes. Il est l’amour secret d’Ange, et aussi, de temps à l’autre, son employeur, grâce à l’agence de publicité dont il est propriétaire.   Les deux hommes se sont connus au travail. Mikael est immédiatement tombé amoureux de Martti ; ils se comprenaient d’une manière profonde et ils s’entendaient très bien. Une fois, Martti ayant bu, ils se sont embrassés. Martti nie tout et refuse d’en parler. À plusieurs occasions dans le roman, on laisse entendre que Martti aurait eu des sentiments confus envers Mikael mais n’arrive pas à les accepter. Martes a beaucoup d’humour et de détermination mais il est un peu égocentrique, cupide et froid. Il se fiche des sentiments des autres si seulement il obtient ce qu’il veut, et il profite sans scrupules du vouloir plaire de Mikael.

### Docteur Spiderman
Docteur Spiderman ou Jori Hämäläinen, vétérinaire, est propriétaire d’une pratique privée et aussi l’ex de Mikael. Son âge n’est pas précisé mais il est un peu plus âgé que Mikael. On sait de lui que, auparavant, il a vécu avec une femme et qu’il est père d’un enfant de moins de dix ans. Docteur Spiderman est un homme sage et pensif, cynique et assez sec, un vrai professeur. Après le climax du roman, il songe aux trolls et semble comprendre beaucoup plus que les autres. Il est dit de lui qu’il ressemble à un chien courant ; sans doute un visage étroit et ridé avec un long nez. Son surnom Spiderman vient de sa manière de bégayer quand il est nerveux. Hämäläinen devient Hämä-hämä-hämäläinen qui en finnois fait penser à une chanson d’enfants qui parle d’une araignée (hämähäkki), d’où Hämähäkkimies ou Spiderman.

### Ecke
Ecke est amoureux de Mikael, il est un jeune homme brun qui porte des lunettes, « genre cinglé d’informatique » qui n’est pas le type qu’a l’habitude de fréquenter Mikael. Il habite un appartement toujours en désordre au fond du quartier de Kaleva. Sa chambre est couverte de bibliothèques pleines de raretés de collection. Il est propriétaire d’un magasin qui vend des ordinateurs et des livres d’occasion.  Ecke est comme une vieille corneille qui collectionne tout ce qui brille. Il admire Mikael mais bave aussi pour d’autres beaux hommes. Pourtant, il est décrit comme quelqu’un de charmant, intelligent et amusant, et c’est exactement ces caractéristiques qui l’aident petit à petit à conquérir Mikael.

### Palomita
Palomita est une jeune « mariée via la vente par correspondance » qui est venue des Philippines et qui vit avec son mari abusif, Pertti Koistinen, un étage plus bas de chez Mikael. Elle tombe amoureuse de Mikael, ce qui la provoque à se rebeller contre son mari en faisant des choses « interdites », comme posséder de l’argent pour elle-même. 

## Milieu
L’espace est la ville natale de l’écrivain, Tampere, qui est facile à retrouver dans le roman. Le temps est notre époque, dans une réalité parallèle. 

## Structure
Le narratif est construit de parties d’une page entre lesquelles la voix du narrateur change. Les parties sont écrites à la première personne ce qui donne au texte de la profondeur et du changement. Sinisalo utilise l’alternance des narrateurs comme un effet, et parfois le narrateur change même au milieu d’une scène importante. Chaque partie porte le nom du narrateur.
Le texte contient des citations de poèmes et de romans qui parlent des trolls.

## Le nom du roman
Le nom du roman vient d’une chanson populaire finlandaise de Tapio Rautavaara et Reino Helismaa, Päivänsäde ja menninkäinen où l’on chante qu’un lutin ne peut vivre sur terre avant le coucher du soleil.
Les cinq parties du roman portent des noms qui sortent de la même chanson.

## Traductions
Jamais avant le coucher du soleil a été traduit en plus de dix langues, notamment en anglais britannique (Not Before Sundown) et en anglais américain (Troll – A Love Story), allemand (Troll - Eine Liebesgeschichte), espagnol (Angel y el troll "Una fábula sólo para adultos"), russe (Тролль) et japonais (Tenshi wa mori e kieta). La traduction française, publiée par Actes Sud, est parue en 2003.